# Aptesis grandis
Aptesis grandis là một loài tò vò trong họ Ichneumonidae.